# Порта на боговете
Портата на боговете (на испански: Puerta de Hayu Marca) е издълбана в скалите „врата“ в близост до езерото Титикака в Перу, на 35 километра от град Пуно. Тя е висока и широка точно 7 метра, като в долната си част, по средата има кухина висока 2 метра, в която може да се побере човек. В центъра на тази кухина има вдлъбнатина с формата на кръг. Според митовете и легендите, в нея трябва да се вкара златен диск, който отваря вратата към „земята на боговете“. Местните индианци наричат тази област „градът на боговете“, а шамани извършват обредни ритуали на това място.
Хосе Луис Делгадо Мамани открива тази структура през 1996 година, докато се разхожда в местността да търси атракции за туристите. Той уведомява местните власти и местността се изпълва с археолози и любители на мистериозни открития. Някои вярват, че това е портал към друго измерение.